# Grover Hot Springs State Park
Grover Hot Springs State Park is een staatspark van de Amerikaanse staat Californië nabij Markleeville in Alpine County. Het behelst natuurlijke warmwaterbronnen. In het staatspark zijn twee zwembaden die gevoed worden door de bronnen, alsook een kampeerterrein, een picknickplaats en wandelpaden. Het park is 224 hectare groot en werd in 1959 opgericht.

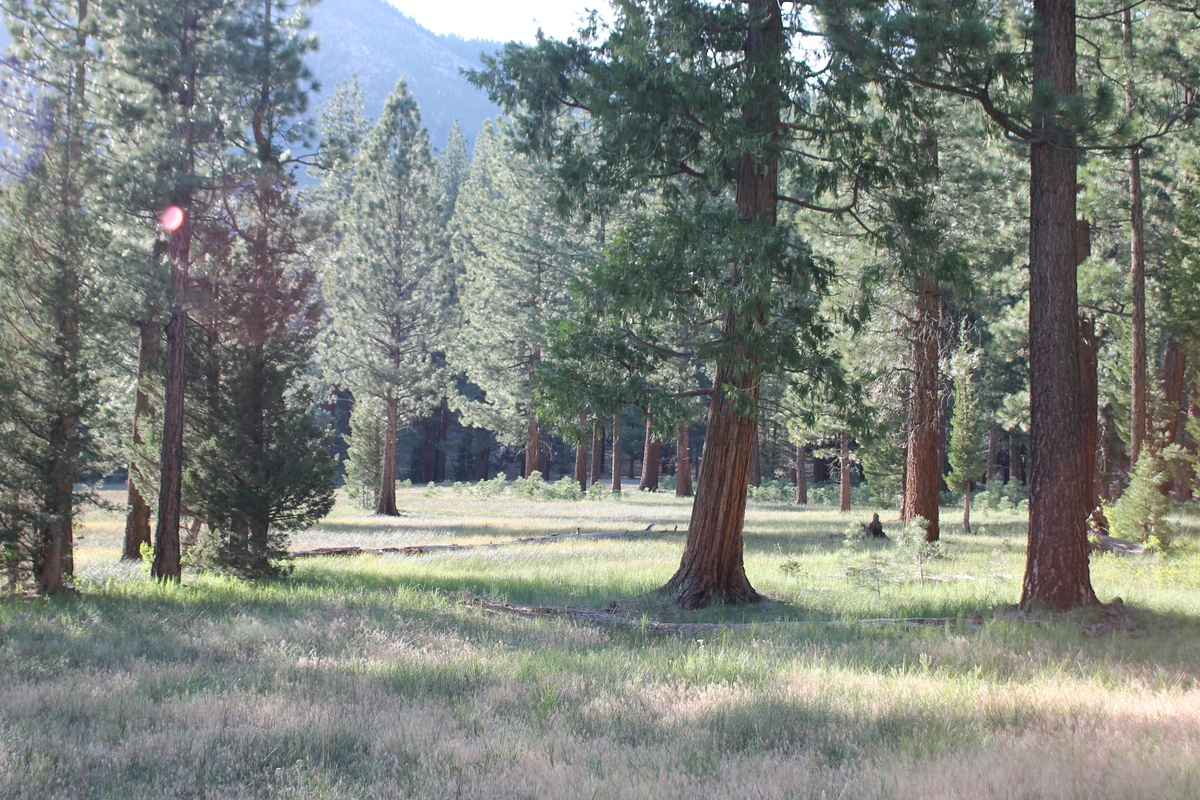
Natuurlijk grasland in het staatspark
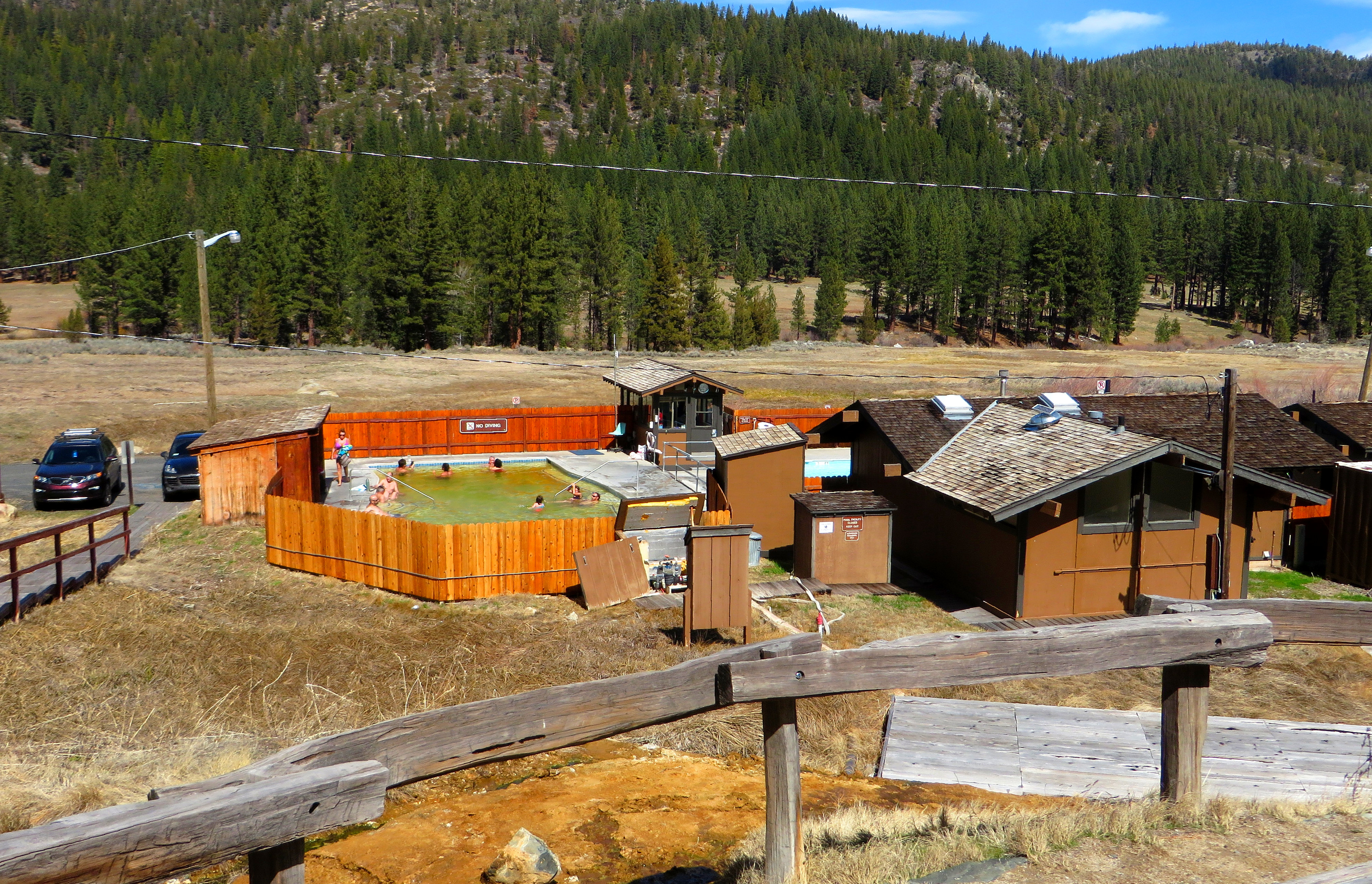
Openluchtzwembaden